# News&Sportsチャート なまらん
News&Sportsチャート なまらん（ニュースアンドスポーツチャートなまらん）とは、STVラジオで2010年10月4日から2011年4月1日まで放送されていたラジオ番組である。

## 概要
- 2009年までは「千ちゃんの幸せラジオドーム」が放送されていた時間帯だったが同番組終了に伴い、「なまらん」が放送時間を延長した形で放送された番組。なお20:00からは本家の「スーパーヒットチャートなまらん」の放送もあるので、音楽・芸能ニュースはあまり放送しない傾向があった（特に音楽系）。
- 前番組では、道路交通情報を2回放送していたが、1回に変更された。
- ツイッターも対応しており、当時のSTVラジオでは数少ない番組でもあった。
- 新人アナを起用しているので、立場上、新人アナたちはいじられキャラになりつつある（特に小出朗）。
「牧やすまさのスーパースクランブル」で番宣をするが、牧やすまさにもいじられることが多かった。なお、牧は八木をいじることのほうが多かった。

## 番組内容
- 今日のニュースタイムライン
STVテレビで放送されている「NEWS ZERO」のコーナー「24H」を時間通りに直して放送
- 今日のニュースランキング
5つのニュースをピックアップしていく。
- なまスポ
- 日刊のりお
吉川典雄が日ごろ思っていること・気になるニュースについて話す
- 週刊マネー＆投資ことはじめ（月曜のみ）
- 報道最前線 (19:00 - )
- 暮らしのトレンド最前線

## 放送時間
平日 18:00 - 19:30
- プロ野球中継のときは番組休止となる。

## パーソナリティー
- 吉川典雄（STVアナウンサー）
- 月 - 水 八木菜摘（STVアナウンサー）
- 木・金 小出朗（STVアナウンサー）
  - ※八木と小出は、アシスタント役

## 姉妹番組
2011年4月4日からはこの番組をリニューアルした形で毎週月曜日18:00～19:00に「ニュース＆スポーツなまらんマンデー」を放送することが決定している。